# Río Selwyn / Waikirikiri
El río Selwyn / Waikirikiri fluye por el distrito de Selwyn de Canterbury, en la isla Sur de Nueva Zelanda.

## Descripción

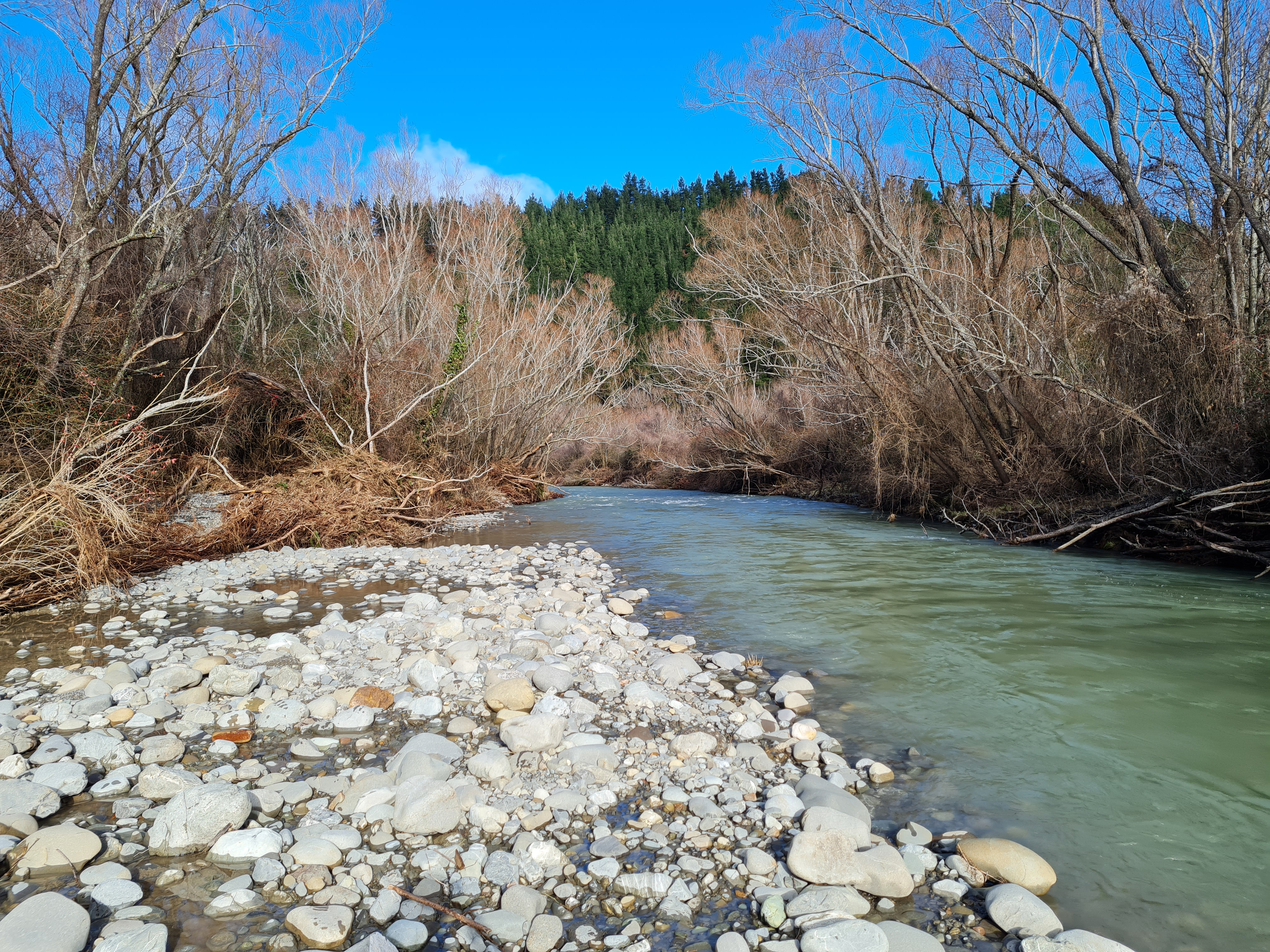
Resultado de las inundaciones en el río Selwyn - Glentunnel, NZ. Junio de 2021
El río nace en los Alpes del Sur y fluye hacia el este durante 80 kilómetros antes de desembocar en el lago Ellesmere/Te Waihora, al sur de la península de Banks. La ciudad de Whitecliffs debe su nombre a los acantilados de las terrazas que se encuentran sobre el curso superior del río.
Durante gran parte de su curso, el río fluye por amplios canales de guijarros. En años de sequía, el río puede desaparecer bajo este lecho y parecer que se seca por completo. Esto ocurre con frecuencia donde la carretera estatal 1 cruza el río en el asentamiento de Selwyn, a unos 20 kilómetros aguas arriba de su desembocadura en el lago Ellesmere.
En las estribaciones, el Selwyn fluye todo el año. En las llanuras, el cauce es muy permeable y el río se superpone a un acuífero profundo y poroso. En cuanto el río llega a las llanuras, el agua comienza a filtrarse a través del lecho y hacia el acuífero. En la mayoría de los meses, toda el agua del río desaparece a los 5 kilómetros de salir de las estribaciones. Los siguientes 35 kilómetros del río permanecen secos durante la mayor parte del año, aparte de un pequeño tramo alrededor de la confluencia con el río Hororata, de caudal permanente. A unos 15 km aguas arriba del lago Ellesmere, las aguas subterráneas poco profundas vuelven a subir a la superficie y el Selwyn vuelve a ser permanente. 

## Puentes
Hay seis puentes que cruzan el río Selwyn. Estos se encuentran en: Whitecliffs (Whitecliffs Road), Glentunnel (SH 77), Coalgate (Hororata Road), Hororata (Bealey Road), Selwyn (SH 1) e Irwell (Leeston Road). También es posible cruzar en Coes Ford cuando el río no está inundado. Chamberlains Ford ya no es un vado. El cercano puente del Irwell proporciona acceso a la otra orilla del río.

## Ecología
La desaparición del caudal del río tiene importantes efectos ecológicos: cuando el agua superficial del río desaparece, también lo hace el hábitat de muchas plantas y animales acuáticos. En respuesta a la pérdida de agua superficial, los invertebrados acuáticos y los peces deben dispersarse, buscar refugio en los hábitats acuáticos remanentes o morir. Las plantas acuáticas, las algas y las bacterias deben formar etapas de descanso o morir. El tramo central seco del río Selwyn también constituye una barrera importante para la dispersión de invertebrados y para los peces que migran entre el lago Ellesmere y la cabecera.

## Pesca
El río Selwyn ha sido considerado históricamente como una de las mejores pesquerías de trucha de Nueva Zelanda. En la década de 1960 se informó de que una trampa para truchas en Coes Ford contaba con hasta 14.000 truchas que regresaban a desovar. En 2017, el número ha disminuido hasta el punto de que solo se pudieron contar docenas de truchas que volvían a desovar. Los peces del río se han descrito como poco numerosos y la mayoría de los peces son bastante pequeños.

## Contaminación
El Consejo Regional de Canterbury (ECan) ha permitido la cría intensiva de ganado lechero en los alrededores de Selwyn y se ha sugerido que esto ha provocado un deterioro de la calidad del agua del río Selwyn. En mayo de 2021, se informó de que los niveles de nitrato en el río Selwyn habían aumentado un 50%. 
Ya no se recomienda nadar en el río Selwyn. Coes Ford fue en su día un lugar de baño muy conocido en Canterbury. El agua de Coes Ford se encontraba en el peor 25% de Nueva Zelanda en cuanto a niveles totales de nitrato en 2020. Se cree que la contaminación de Coes Ford procede del arroyo Silverstream, que solía estar rodeado por muchas de las granjas lecheras de la zona.
Chamberlain's Ford, que cruza el Selwyn RIver, tuvo una advertencia sanitaria de floración de algas emitida en diciembre de 2020. Hubo cianobacterias bentónicas encontradas en el río. Floraciones de algas de cianobacterias bentónicas también se han reportado en el río Selwyn en Whitecliffs Domain y Whitecliffs Road en marzo de 2021.
Greenpeace colocó vallas publicitarias en el río Selwyn para protestar por el grado de contaminación del mismo en febrero de 2020.

## Nombre
El río Selwyn y su desfiladero fueron bautizados en 1849 por el topógrafo jefe de la Asociación de Canterbury, Joseph Thomas, en honor al obispo Selwyn. El nombre fue adoptado posteriormente para el municipio, el distrito y un electorado.
El Ministerio de Cultura y Patrimonio de Nueva Zelanda da una traducción de "arroyo de grava" para Waikirikiri.